# Aimery Picaud
Aimery Picaud (ou Aimeric Picaud) est un moine poitevin de Parthenay-le-Vieux ayant vécu au XIIe siècle. Il est traditionnellement considéré comme l'auteur du Guide du Pèlerin, premier ouvrage consacré au pèlerinage de Saint-Jacques-de-Compostelle. 
Le Codex Calixtinus est un ouvrage ecclésiastique, la partie du chapitre V qui est attribuée à Picaud aurait été destinée non pas aux pèlerins mais aux clercs et a été très peu diffusée et lue. Il s'agirait plus d'un ouvrage de « propagande » de l'Eglise que d'un véritable « guide touristique ».

## Présentation
Aimery Picaud effectue le pèlerinage de Saint Jacques à cheval et visite à cette occasion un grand nombre de sanctuaires de la chrétienté. Il est le premier à avoir l'idée de remplacer la concurrence entre les divers sanctuaires par une complémentarité : pour se rendre à Compostelle, le pèlerin visite au passage - au besoin au prix d'un détour - tous les sanctuaires qui sont sur sa route. Il existe un grand nombre d'itinéraires possibles, mais les quatre principaux sont appelés routes compostellanes et sont répertoriés dans le guide sous l'appellation de « chemins de Saint-Jacques ».

## Le Guide du Pèlerin

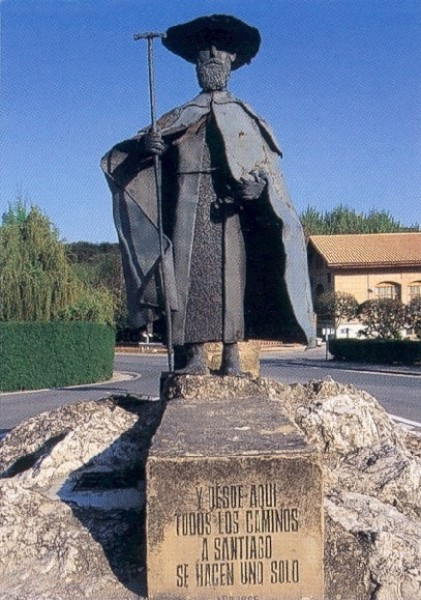
Le Pèlerin, Puente la Reina

Le Guide du Pèlerin (Iter pro peregrinis ad Compostellam), ancêtre du guide touristique et originellement écrit en Latin, constitue le Ve et dernier livre du Liber Sancti Jacobi ou Codex Calixtinus, ensemble de textes constitué de pièces liturgiques et rédigé vers 1140. Les quatre chemins de Saint-Jacques qu'il décrit sont (du nord au sud) :
- la via Turonensis
- la via Lemovicensis
- la via Podiensis
- la via Tolosane

Il y détaille les étapes, les reliques à vénérer, les sanctuaires à visiter avant de parvenir à la cathédrale élevée à la gloire de saint Jacques mais donne aussi des renseignements sur les régions traversées et son appréciation, pittoresque mais parfois subjective, sur leur population. Son ouvrage servit de référence pendant les siècles qui suivirent. C'est à Asquins qu'il se serait retiré vers 1135, pour rédiger son Guide et achever la compilation des différents livres du Codex Calixtinus dont il aurait apporté le premier exemplaire à Compostelle vers 1150, en compagnie d'une Flamande nommée Gerbere.

### Les chapitres
Ce livre comprend XI chapitres :
- Chapitre Ier : Les chemins de Saint-Jacques
- Chapitre II : Les étapes du chemin de Saint-Jacques
- Chapitre III : Noms des villes et bourgs sur ce chemin
- Chapitre IV : Les trois bonnes demeures de ce monde
- Chapitre V : Noms des routiers de Saint Jacques
- Chapitre VI : Eaux mauvaises et bonnes sur le chemin
- Chapitre VII : Caractéristiques des pays et des gens sur cette route
- Chapitre VIII : Corps saints à visiter sur la route et passion de saint Eutrope
- Chapitre IX : Caractéristiques de la ville et de l'église de Saint-Jacques
- Chapitre X : Attribution des offrandes de l'autel de Saint-Jacques
- Chapitre XI : Du bon accueil à faire aux pèlerins de Saint-Jacques

### Les quatre chemins
Chapitre Ier : Les chemins de Saint-Jacques
« Il y a quatre routes qui, menant à Saint Jacques, se réunissent en une seule à Puente la Reina, en territoire espagnol. L'une passe par Saint Gilles du Gard, Montpellier, Toulouse et le Somport. La route qui passe par Sainte Foy de Conques, celle qui traverse Saint Léonard en Limousin et celle qui passe par Saint Martin de Tours se réunissent auprès d'Ostabat, et après avoir franchi le col de Cize elle rejoignent à Puente la Reina celle qui traverse le Somport. De là, un seul chemin conduit à Saint Jacques. »

### Les reliques

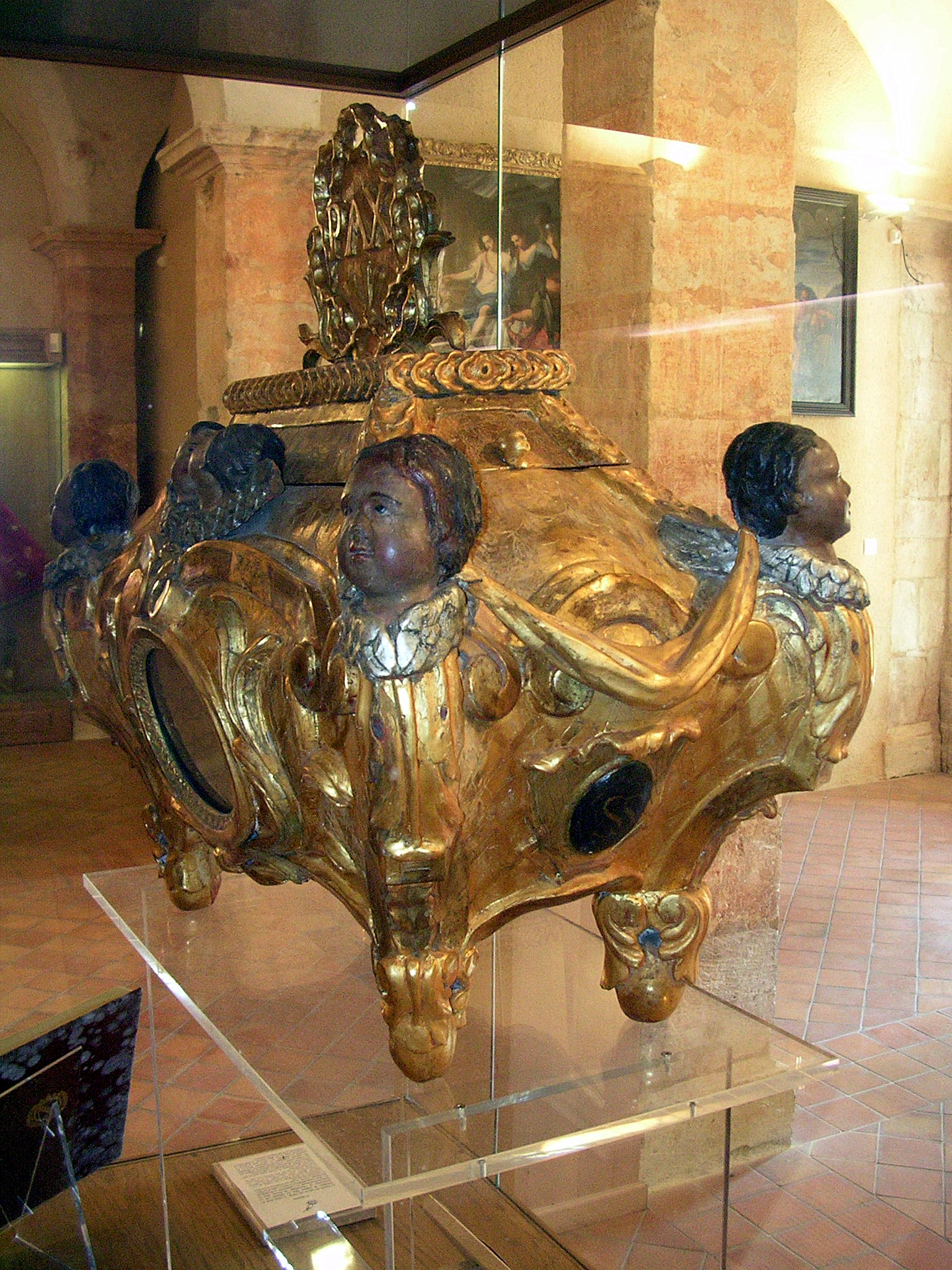
Reliquaire de saint Sever, abbaye de Saint-Sever

« Tout d’abord ceux qui vont à Saint-Jacques par la route de Saint-Gilles, doivent rendre visite à Arles, le corps du bienheureux Trophime, confesseur, sa fête se célèbre le 29 décembre, (...), le corps du bienheureux Césaire, évêque et martyr, sa fête se célèbre le 1er novembre, (...), et dans le cimetière de la même ville, les reliques de l’évêque saint Honorat, son office solennel se célèbre le 16 janvier, le corps du très saint martyr Genès. Il faut aussi rendre visite avec des égards très attentifs au corps vénérable de saint Gilles, pieux confesseur et abbé, (...) (à Saint-Gilles-du-Gard).
Ils doivent rendre visite au corps du bienheureux confesseur Guillaume, le très saint porte-enseigne (...) du roi Charlemagne, (...), dans la vallée de Gellone (Saint-Guilhem-le-Désert), sa fête se célèbre le 28 mai.
Sur la même route, il faut rendre visite aux corps des bienheureux martyrs Tibère, Modeste et Florence, (...) (à Saint-Thybèri) ; on les fête le 10 novembre.
Il faut aussi, sur la même route, aller vénérer le très saint corps du bien heureux Sernin, évêque et martyr (...) de la ville de Toulouse ; (...) ; sa fête se célèbre le 29 novembre. »

### Les régions
Aimery Picaud décrit sans complaisance l'épreuve qui attend le pèlerin dans la traversée de certaines régions. Ses écrits peuvent parfois sembler rebutants et décourageants. Les Landes de Gascogne y sont ainsi décrites comme le pire des affrontements avec une nature ennemie : « par l'enlisement dans les sables marins, au milieu d'un désert et dans l'épuisant harcèlement des nuées de taons qui vous poursuivent. »

### Les populations
La description des populations est elle aussi sans concession mais parfois empreinte de préjugés et d'une certaine subjectivité. L'auteur, français, parle de « nos gens gallica ». Il ne tarit pas d'éloges sur le pays poitevin dont il est originaire, « fertile, excellent et plein de toutes félicités », ni sur ses habitants, « gens vigoureux, (...) bons guerriers, habiles au maniement des arcs, des flèches et des lances à la guerre, courageux sur le front de bataille, très rapides à la course, élégants dans leur façon de se vêtir, beaux de visage, spirituels, très généreux, larges dans l'hospitalité. »
En revanche, les paysans de certaines contrées se voient affubler de vices et défauts. Ainsi parle-t-il du peuple de Navarre que sont les Basques :
« C'est un peuple barbare différent de tous les peuples et par ses coutumes et par sa race, plein de méchanceté, noir de couleur, laid de visage, débauché, pervers, perfide, déloyal, corrompu, voluptueux, ivrogne, expert en toutes violences, féroce et sauvage, malhonnête et faux, impie et rude, cruel et querelleur, inapte à tout bon sentiment, dressé à tous les vices et iniquités. »
Autre aspect pittoresque, l'auteur s'adresse aux « Bourguignons » et aux « Teutons » (et plus généralement aux pèlerins venus de l'Est) dans son paragraphe consacré à la via Podiensis.

### Conseils pratiques
« En un lieu dit Lorca, vers l'est, coule un fleuve appelé le ruisseau salé. Là, garde-toi bien d'en approcher ta bouche ou d'y abreuver ton cheval, car ce fleuve donne la mort. Sur ses bords, tandis que nous allions à Saint-Jacques, nous trouvâmes deux Navarrais assis, aiguisant leurs couteaux : ils ont l'habitude d'enlever la peau des montures des pèlerins qui boivent cette eau et en meurent. A notre question ils répondirent de façon mensongère, disant que cette eau était bonne et potable ; nous en donnâmes donc à boire à nos chevaux et aussitôt deux d'entre eux moururent, que ces gens écorchèrent sur-le-champ. »

## Paternité contestée
La paternité du Guide du Pèlerin est contestée à Aimery Picaud. La mention de son nom par deux fois dans le texte a longtemps justifié qu'on le considère comme en étant l'auteur, mais Bernard Gicquel a démontré qu'il ne l'était pas. Il aurait simplement rédigé vers 1135 les « 22 miracles », attribués plus tard à Calixte II et repris dans le Codex. 
L'auteur du Guide du Pèlerin serait Hugues le Poitevin, moine de Vézelay, rédacteur de la chronique de Vézelay,.